# Nedre Älvstjärnen
Nedre Älvstjärnen är en sjö i Jokkmokks kommun i Lappland och ingår i Luleälvens huvudavrinningsområde.